# Eta Cassiopeiae
eta Cassiopeiae (Achird, η Cas) – gwiazda w gwiazdozbiorze Kasjopei, odległa od Słońca o około 19 lat świetlnych.

## Nazwa
Nazwa własna tej gwiazdy, Achird, ma nieznane pochodzenie i nie wywodzi się ze starożytności; pojawia się w atlasie Bečvářa. Międzynarodowa Unia Astronomiczna w 2017 roku formalnie zatwierdziła użycie nazwy Achird dla określenia tej gwiazdy.

## Charakterystyka
Eta Cassiopeiae to gwiazda podwójna, której składniki mają obserwowaną wielkość gwiazdową 3,52 i 7,36m. Jaśniejszy składnik (η Cas A) to żółty karzeł podobny do Słońca, należący do typu widmowego F9 lub G0–3. Jego temperatura jest oceniana na 5730 K, nieco niższa niż temperatura fotosfery Słońca. Ma promień 1,15 razy większy niż Słońce i jasność 1,28 jasności Słońca. Jego towarzysz, Eta Cassiopeiae B, to pomarańczowy karzeł należący do typu widmowego K7. Jego jasność to zaledwie 7% jasności Słońca, ma o połowę mniejszy promień. Różnica kolorów i jasności gwiazd sprawia, że astronomowie opisywali ich barwy m.in. jako „pomarańczową i fioletową”. Na niebie dzieli je 12,9 sekundy kątowej i można je rozdzielić przez mały teleskop. W przestrzeni gwiazdy dzieli średnio 70 au, okrążają wspólny środek masy co 480 lat.
Eta Cassiopeiae ma co najmniej ośmiu optycznych towarzyszy (C–J).